# سيدي بورويس
سيدي بورويس هي إحدى مدن الجمهورية التونسية، تقع في ولاية سليانة في إقليم الشمال الغربي.

### مواضيع ذات علاقة
- ولاية سليانة.